# Phacelurus franksae
Phacelurus franksae là một loài thực vật có hoa trong họ Hòa thảo. Loài này được (J.M.Wood) Clayton miêu tả khoa học đầu tiên năm 1978.